# William McTaggart
William McTaggart (* 25. Oktober 1835 in Aros, nahe Campbeltown, Laggan of Kintyre, Argyllshire; † 2. April 1910 in Broomieknowe, nahe Edinburgh) war der führende schottische Landschaftsmaler seiner Zeit.

## Leben

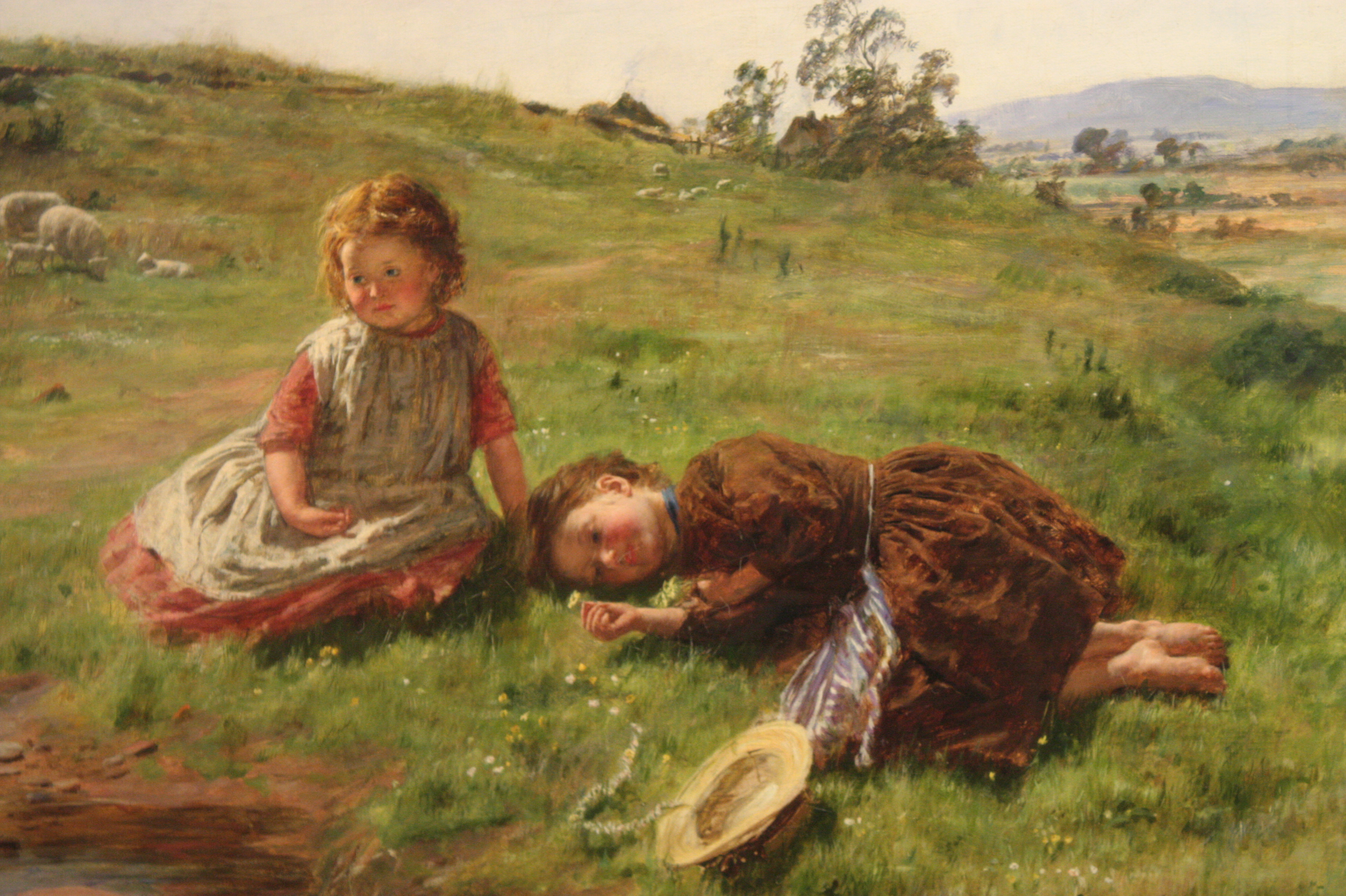
Spring by William McTaggart 1864

William McTaggart wurde als Sohn eines Kleinpächters in Westschottland geboren. Ab 1852 besuchte er dank der Fürsprache des Apothekers Dr. John Buchanan die Trustees Academy in Edinburgh. Als Student gewann er verschiedene Preise. 1870 wurde er Vollmitglied in der Royal Scottish Academy.
William McTaggart heiratete 1863 seine erste Ehefrau Mary Holmes, die 1884 im Alter von 47 Jahren starb. Seine zweite Ehefrau Marjory Henderson starb 1936 im Alter von 80 Jahren. William McTaggart ist auf dem Newington Churchyard in Edinburgh begraben.
William McTaggart darf nicht mit seinem Enkelsohn Sir William MacTaggart (1903–1981) verwechselt werden.

## Werke

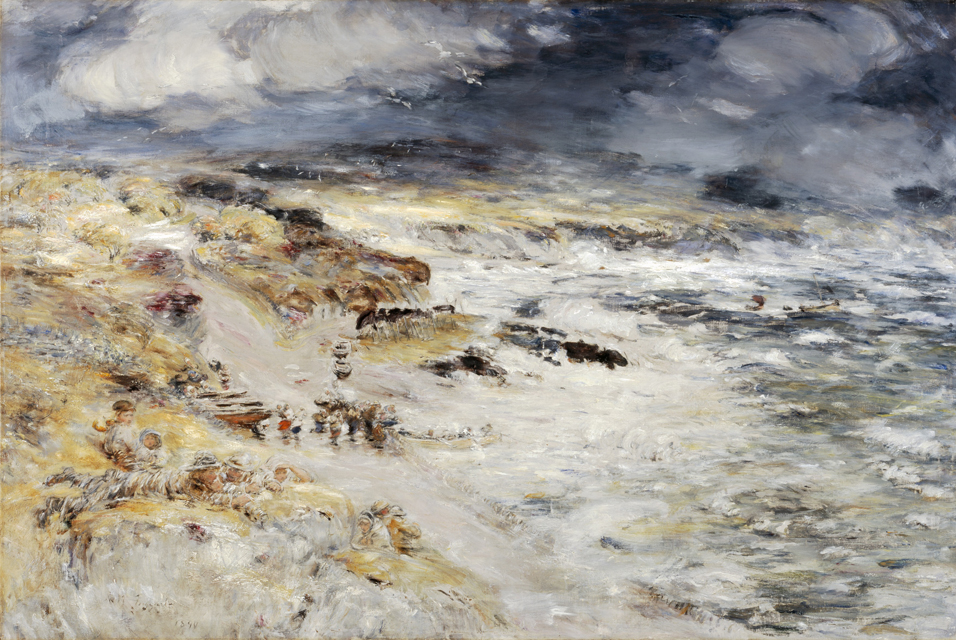
The Storm, 1890, Scottish National Gallery, Edinburgh.

William McTaggarts malte zunächst kleinteilig naturalistische Genrebilder im Stile der Präraffaeliten. Diese Frühwerke stellen häufig Kinder dar. Etwa ab 1870 ging er zu Küstenszenen und Seestücken über, die er im Sinne der Impressionisten ausschließlich im Freien malte. William McTaggart wurde daher als der schottische Impressionist bezeichnet. Seine bedeutendsten Werke sind der Landschaftsmalerei, genauer der Freilichtmalerei, zuzuordnen.

## Nachweise
1. ↑   Biografie von William McTaggart (engl.) (Memento vom 20. Juni 2016 im Internet Archive)